# Мезанже
Мезанже (фр. Mésanger) — коммуна на западе Франции, находится в регионе Пеи-де-ла-Луар, департамент Атлантическая Луара, округ Шатобриан-Ансени, кантон Ансени. Расположена в 30 км к северо-востоку от Нанта и в 53 км к западу от Анже, в 7 км от автомагистрали А11.
Население (2017) — 4 687 человек.

## Достопримечательности
- Шато Па-Нанте XVI-XIX веков
- Шато Ла-Варен XVI-XVIII веков
- Шато Ла-Ардьер XVIII века
- Усадьба Ла-Кетре XV-XVI веков с парком
- Ветряная мельница Ла-Кетре XVIII века
- Церковь Святого Петра 1868 года

## Экономика
Структура занятости населения:
- сельское хозяйство — 9,2 %
- промышленность — 14,0 %
- строительство — 20,2 %
- торговля, транспорт и сфера услуг — 30,1 %
- государственные и муниципальные службы — 26,6 %

Уровень безработицы (2017 год) — 7,6 % (Франция в целом — 13,4 %, департамент Атлантическая Луара — 11,6 %). 

Среднегодовой доход на 1 человека, евро (2017 год) — 21 060 (Франция в целом — 21 110, департамент Атлантическая Луара — 21 910).

## Демография
Динамика численности населения, чел.

## Администрация
Пост мэра Мезанже с 2020 года занимает Надин Ю (Nadine You), член Совета департамента Атлантическая Луара от кантона Ансени. На муниципальных выборах 2020 года возглавляемый ею независимый блок победил в 1-м туре, получив 64,76 % голосов.
| Период | Период | Фамилия          | Партия                        | Примечания                                  |
| ------ | ------ | ---------------- | ----------------------------- | ------------------------------------------- |
| 1965   | 1971   | Жозеф Сербе-Шово |                               |                                             |
| 1971   | 1995   | Жильбер Шерон    |                               |                                             |
| 1995   | 2008   | Жак Жамуа        | Союз за народное движение     | врач                                        |
| 2008   | 2014   | Жан-Ив Клуэ      | Демократическое движение      |                                             |
| 2014   | 2020   | Жан-Бернар Гарро | Разные правые                 |                                             |
| 2020   |        | Надин Ю          | Союз демократов и независимых | спортивный тренер, член Совета департамента |

## Галерея

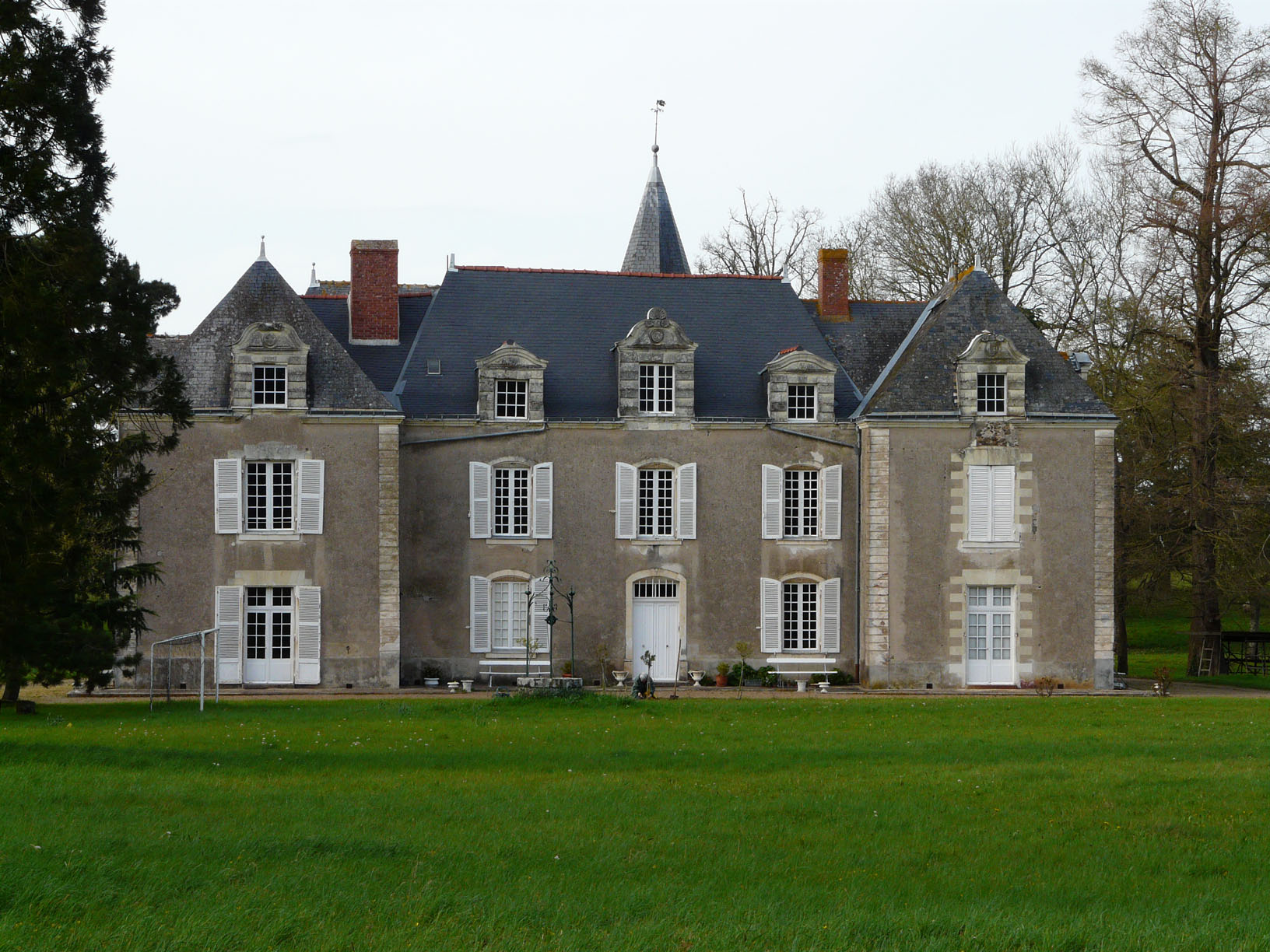
Шато Па-Нанте
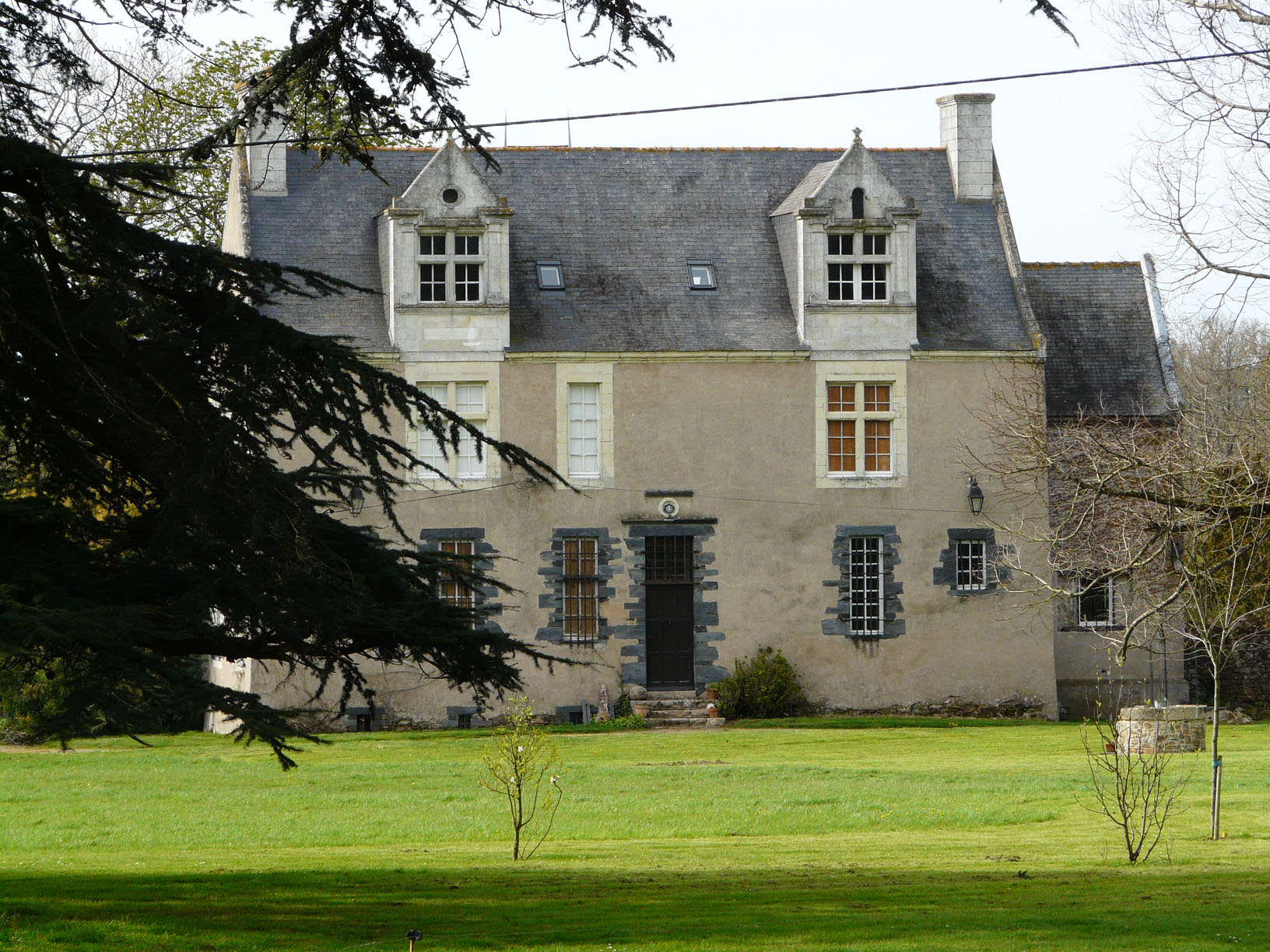
Усадьба Ла-Кетре
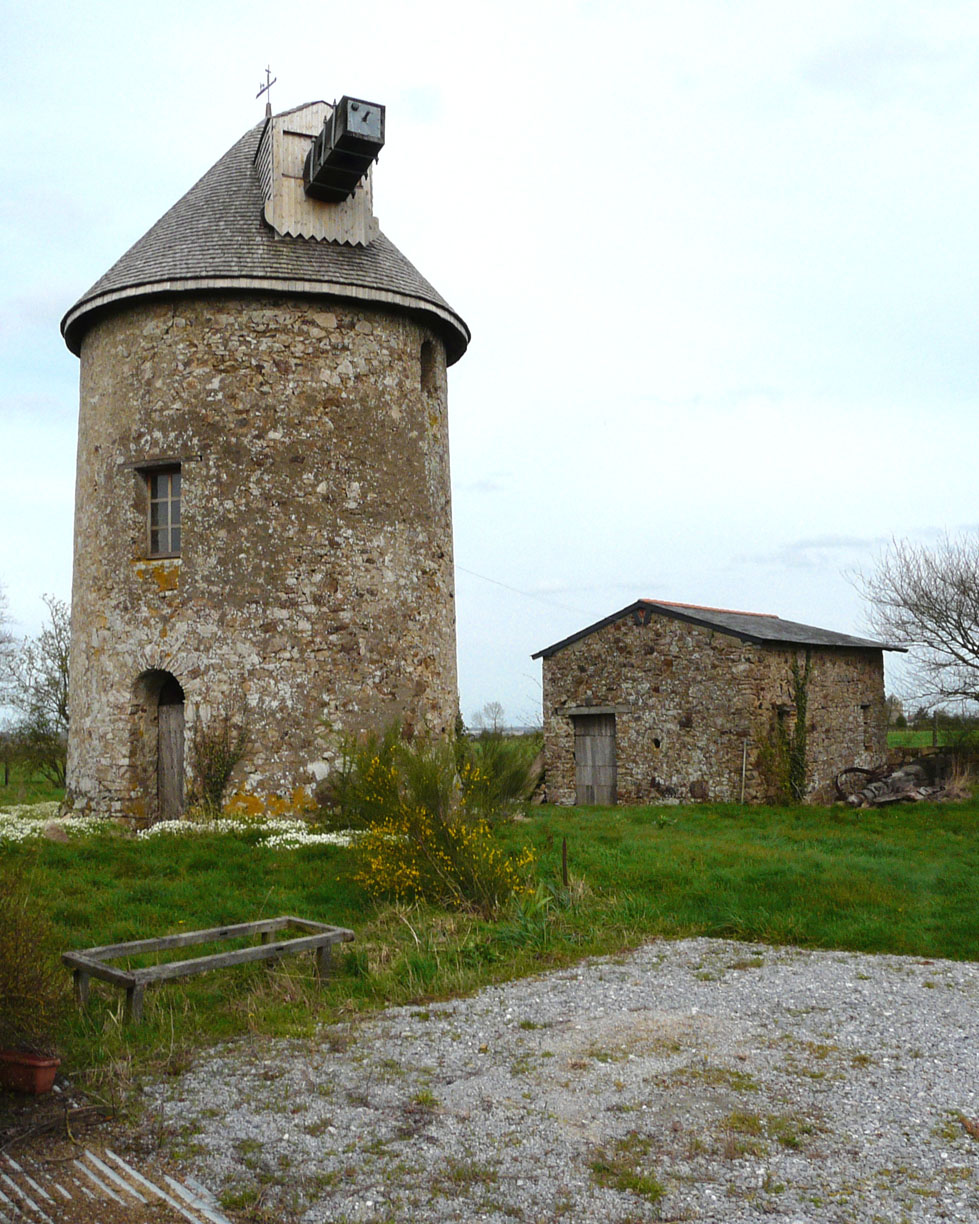
Мельница Ла-Кетре